# Hookeriopsis bowersiana
Hookeriopsis bowersiana är en bladmossart som beskrevs av H. Crum 1986. Hookeriopsis bowersiana ingår i släktet Hookeriopsis och familjen Hookeriaceae. Inga underarter finns listade i Catalogue of Life.